# Martin Krebs
Martin Krebs (ur. 2 listopada 1956 w Essen) – niemiecki duchowny katolicki, arcybiskup, nuncjusz apostolski w Szwajcarii i Liechtensteinie, nuncjusz apostolski w Monako.

## Życiorys
10 października 1983 otrzymał święcenia kapłańskie z rąk kard. Friedricha Wettera i został inkardynowany do diecezji Essen. W 1987 rozpoczął przygotowanie do służby dyplomatycznej na Papieskiej Akademii Kościelnej. 
8 września 2008 został mianowany przez Benedykta XVI nuncjuszem apostolskim w Gwinei i w Mali oraz arcybiskupem tytularnym Taborenta. Sakry biskupiej 16 listopada 2008 udzielił mu Sekretarz Stanu Tarcisio Bertone. Współkonsekratorami byli abp Erwin Josef Ender i bp Felix Genn.
8 maja 2013 papież Franciszek mianował go nuncjuszem apostolskim w Nowej Zelandii. Równocześnie został nuncjuszem akredytowanym w innych krajach regionu Pacyfiku: Wyspach Cooka, Kiribati, Palau i Mikronezji. Od 23 września 2013 reprezentuje równocześnie Stolicę Apostolską w Fidżi, Samoa i Vanuatu, od 18 stycznia 2014 akredytowany w Tonga, a od 3 maja 2014 na Wyspach Marshalla i w Nauru.
16 czerwca 2018 został mianowany nuncjuszem apostolskim w Urugwaju. 3 marca 2021 został przeniesiony do nuncjatury w Szwajcarii i Liechtensteinie. 19 kwietnia 2024 został jednocześnie akredytowany nuncjuszem apostolskim w Monako.